# Ion Andoni Goikoetxea
Jon Andoni Goikoetxea Lasa, španski nogometaš in trener, * 21. oktober 1965.
Za špansko reprezentanco je odigral 36 uradnih tekem in dosegel štiri gole.